# Paulo Jackson Nóbrega de Sousa
Paulo Jackson Nóbrega de Sousa (São José de Espinharas, 17 aprile 1969) è un arcivescovo cattolico brasiliano, dal 14 giugno 2023 arcivescovo metropolita di Olinda e Recife.

## Biografia

### Formazione e ministero sacerdotale
Al termine del percorso di formazione in filosofia presso l'Instituto de Teologia do Recife e in teologia presso il seminario arcidiocesano Imaculada Conceição a João Pessoa, ha ricevuto l'ordinazione sacerdotale il 17 dicembre 1993.
Successivamente ha conseguito la licenza in scienze bibliche presso il Pontificio Istituto Biblico e il dottorato in teologia biblica presso la Pontificia Università Gregoriana a Roma.

### Ministero episcopale
Il  20 maggio 2015 papa Francesco lo ha nominato vescovo di Garanhuns.
Ha ricevuto la consacrazione episcopale il 18 luglio successivo, per imposizione delle mani dell'arcivescovo di Belo Horizonte Walmor Oliveira de Azevedo, co-consacranti il vescovo di Patos Eraldo Bispo da Silva e il vescovo di Petrolina Manoel dos Reis de Farias.
In ambito della Conferenza episcopale brasiliana, il 25 aprile 2023 è stato nominato secondo vicepresidente.
Il 14 giugno 2023 lo stesso papa lo ha promosso arcivescovo metropolita di Olinda e Recife; è succeduto a Antônio Fernando Saburido, dimissionario per raggiunti limiti d'età. Il 29 giugno 2023 ha ricevuto il pallio dal Santo Padre durante la cerimonia svoltasi in piazza san Pietro a Roma, mentre il 13 agosto successivo ha preso possesso dell'arcidiocesi.

## Genealogia episcopale e successione apostolica
La genealogia episcopale è:
- Cardinale Scipione Rebiba
- Cardinale Giulio Antonio Santori
- Cardinale Girolamo Bernerio, O.P.
- Arcivescovo Galeazzo Sanvitale
- Cardinale Ludovico Ludovisi
- Cardinale Luigi Caetani
- Cardinale Ulderico Carpegna
- Cardinale Paluzzo Paluzzi Altieri degli Albertoni
- Papa Benedetto XIII
- Papa Benedetto XIV
- Papa Clemente XIII
- Cardinale Bernardino Giraud
- Cardinale Alessandro Mattei
- Cardinale Pietro Francesco Galleffi
- Cardinale Giacomo Filippo Fransoni
- Cardinale Carlo Sacconi
- Cardinale Edward Henry Howard
- Cardinale Mariano Rampolla del Tindaro
- Cardinale Rafael Merry del Val
- Arcivescovo Duarte Leopoldo e Silva
- Arcivescovo Paulo de Tarso Campos
- Cardinale Agnelo Rossi
- Cardinale Lucas Moreira Neves, O.P.
- Arcivescovo Walmor Oliveira de Azevedo
- Arcivescovo Paulo Jackson Nóbrega de Sousa

La successione apostolica è:
- Vescovo Josivaldo José Bezerra (2025)